# Ryszard Smoleński
Ryszard Tomasz Smoleński (ur. 29 grudnia 1961 w Gdańsku) – polski biochemik, dr hab. nauk medycznych, profesor i kierownik Katedry i Zakładu Biochemii Wydziału Lekarskiego Gdańskiego Uniwersytetu Medycznego.

## Życiorys
W 1986 ukończył studia medyczne w Akademii Medycznej w Gdańsku, 24 czerwca 1990 obronił pracę doktorską pt. Metabolizm neukleotydów adeninowych w niedokrwionym sercu, 30 listopada 2000 habilitował się na podstawie pracy zatytułowanej Przemiany neukleotydów i produkcja adenozyny w sercu oraz kardioprotekcyjne znaczenie tych procesów. 2 grudnia 2016 nadano mu tytuł profesora w zakresie nauk medycznych. Został zatrudniony na stanowisku adiunkta w Katedrze i Zakładzie Biochemii na Wydziale Lekarskim z Oddziałem Stomatologicznym Gdańskiego Uniwersytetu Medycznego, na Międzyuczelnianym Wydziale Biotechnologii Uniwersytetu Gdańskiego i Akademii Medycznej w Gdańsku, Heart Science Centre Harefield, Imperial College, Bio-Innovative Research Technologies oraz w Brunel University of West London.
Jest profesorem i kierownikiem w Katedrze i Zakładzie Biochemii na Wydziale Lekarskim Gdańskiego Uniwersytetu Medycznego.

## Odznaczenia i wyróżnienia
- Złoty Krzyż Zasługi (2021)[4]
- Nagroda Prezydenta Sopotu „Sopocka Muza” w dziedzinie nauki (2019)[5]
- Nagroda Naukowa Miasta Gdańska im. Jana Heweliusza w kategorii nauk przyrodniczych i ścisłych (2022)[6]